# Simone Richardson
Simone Martine Richardson (Heerlen, 6 mei 1972) is een Nederlands sportbestuurster en politica namens de VVD. Sinds 4 juni 2025 is ze Tweede Kamerlid, nadat zij deze functie eerder vervulde in drie korte periodes.

## Jeugd, opleiding en loopbaan
Richardson werd geboren in Heerlen en groeide op in Hengelo in een gezin met een Antilliaanse vader, Nederlandse moeder en twee zusjes. Ze studeerde van 1991 tot 1997 bewegingswetenschappen aan de Rijksuniversiteit Groningen. Daarna werkte ze bij de gemeente Doetinchem, het NOC*NSF, de Nederlandse Rugby Bond, de Sportorganisatie Le Champion, de Giro d'Italia in Gelderland in 2016, de KNVB, de Krajicek Foundation en de La Vuelta in Nederland in 2022. Richardson kreeg een eigen bedrijf op het gebied van eventmanagement, projectmanagement, sportmarketing en sponsoring genaamd SR Sport Consult. Daarnaast werd zij bestuurslid van Stichting JAM in Amsterdam.
In 2024 volgde Richardson een governance program bij Wagner & Company. Van augustus 2024 tot juni 2025 was ze algemeen directeur ad interim van de TeldersStichting, het wetenschappelijk bureau ten behoeve van het liberalisme en de VVD. Van 2 oktober 2024 tot juni 2025 was ze voorzitter van de VVD in Haarlemmermeer. Van 13 november 2024 tot juni 2025 was ze hoofdbestuurslid van de Koninklijke Nederlandse Vereniging voor Luchtvaart (KNVvL) met de portefeuille sport.

## Politieke loopbaan
Richardson stond op nummer 47 van de kandidatenlijst van de VVD voor de Tweede Kamerverkiezingen van 2021. Door de benoeming van Martijn Grevink van tijdelijke tot vaste Tweede Kamerlid vanwege het aftreden van Daan de Neef, werd Richardson op 6 september 2022 benoemd tot Tweede Kamerlid in de tijdelijke vacature tot 28 oktober ter vervanging van Ockje Tellegen die met ziekteverlof was. Van 1 november tot 28 november 2022 was Richardson andermaal benoemd tot lid van de Tweede Kamer, nu in de tijdelijke vacature vanwege het zwangerschapsverlof van Bente Becker. Zij hield zich bezig met de portefeuille jeugdbeleid en de maatschappelijke diensttijd. Zij was lid van de vaste Kamercommissie voor Volksgezondheid, Welzijn en Sport.
Richardson werd op 5 september 2023 opnieuw beëdigd als Tweede Kamerlid als opvolger van Mariëlle Paul, die op 21 juli dat jaar minister voor Primair en Voortgezet Onderwijs werd in het demissionaire kabinet-Rutte IV. Ze had heeft sport & bewegen, gezondheid en jeugd in haar portefeuille en was lid van de vaste Kamercommissie voor Volksgezondheid, Welzijn en Sport.
Richardson stond op nummer 32 van de kandidatenlijst van de VVD voor de Tweede Kamerverkiezingen van 2023, wat niet voldoende was om gekozen te worden. Op 4 juni 2025 werd zij alsnog - voor de vierde keer - benoemd tot lid van de Tweede Kamer in de vacature ontstaan door het aftreden van Roelien Kamminga. Ze kreeg onder meer sportbeleid, maatschappelijke opvang en beschermd wonen en GGZ in haar portefeuille. Ze werd lid van de vaste Kamercommissie voor Volksgezondheid, Welzijn en Sport.

## Privéleven
Richardson kreeg een relatie met burgemeester Jan van Zanen.
- Parlement.com: vlslhq15egxh

Bente Becker · Martin de Beer · Harry Bevers · Bart Bikkers · Martijn Buijsse · Eric van der Burg · Thom van Campen · Rosemarijn Dral · Wendy van Eijk-Nagel · Ulysse Ellian · Silvio Erkens · Peter de Groot · Jeroen Hartsuiker · Arend Kisteman · Daan de Kort · Claire Martens · Wim Meulenkamp · Ingrid Michon-Derkzen · Queeny Rajkowski · Simone Richardson · Hester Veltman-Kamp · Ruud Verkuijlen · Aukje de Vries · Dilan Yeşilgöz